# Tony Sun
Tony Sun Xie Ji (cinese tradizionale: 孫協志; cinese semplificato: 孙协志; pinyin: Sūn Xié Zhì; Taipei, 20 febbraio 1978) è un cantante, attore e conduttore televisivo taiwanese, attuale membro della boy band 5566.
Parla fluentemente cinese, dialetto taiwanese minnan e giapponese.

## Biografia
Prima di entrare nei 5566 nel 2002, Tony Sun ha fatto gavetta negli anni '90 pubblicando una serie di album solisti, le cui canzoni erano cantate nel dialetto taiwanese minnan. Sun è poi sparito dalla scena per affrontare il servizio militare, ma ha avuto la possibilità di tornare nel mondo dello spettacolo poiché è sempre rimasto sotto la stessa compagnia manageriale, la Jungiery, il cui manager Sun De Rong gli propose la partecipazione alla boy band.

## Filmografia

### Cinema
- Chi Zha Feng Yun, regia di Jem Chen (2021)

### Televisione
- MVP Qing ren – serie TV, 18 episodi (2002)
- Top on the Forbidden City – serie TV (2004)
- Mr. Fighting – serie TV, 20 episodi (2005)
- Mó jian shengsi qí – serie TV (2007)
- Love Above All – serie TV (2008-2009)